# Campionati svedesi di sci alpino 1990
Ai Campionati svedesi di sci alpino 1990 furono assegnati i titoli di discesa libera, supergigante, slalom gigante e slalom speciale, sia maschili sia femminili.

## Risultati
| Specialità      | Uomini         | Donne           |
| --------------- | -------------- | --------------- |
| Discesa libera  | Niklas Henning | Ulrika Wärvik   |
| Supergigante    | Niklas Henning | Camilla Nilsson |
| Slalom gigante  | Jonas Nilsson  | Camilla Nilsson |
| Slalom speciale | Thomas Fogdö   | Pernilla Wiberg |